# NOAEL
NOAEL, acrònim anglès de No Observed Adverse Effect Level, és a dir, la dosi sense efecte advers observable, mesura el nivell d'exposició màxim d'un organisme a un xenobiòtic, nivell al qual no s'observa cap alteració biològica o estadísticament significativa en la població exposada comparant amb el control adient. En toxicologia és la dosi o concentració més alta d'una substància (fàrmac, etc.) o agent (radiació, etc.), a la que es pot exposat un organisme sense que s'observi cap efecte advers. Dosis o concentracions més elevades donarien lloc a l'aparició d'efectes adversos. Aquest nivell pot ser usat en el procés d'establiment de la relació dosi-resposta, pas fonamental en la majoria de metodologies de valoració de riscos. Durant el desenvolupament d'un fàrmac, la NOAEL d'una nova molècula és primer valorada en animals de laboratori per tal d'establir la dosi inicial (segura) en les posteriors proves clíniques en humans.
El valor de NOAEL no s'ha de percebre com una dosi lliure de risc. Diversos estudis han demostrat que el NOAEL correspon a un risc del 5% per efectes de variables contínues i més d'un 10% per efectes quàntics. El NOAEL s'ha utilitzat tradicionalment per calcular els índexs d'avaluació de risc per substàncies no genotòxiques, com per exemple la ingesta diària admissible (Acceptable Daily Intake, ADI), la ingesta diària tolerable (Tolerable Daily Intake, TDI), la ingesta setmanal tolerable (Tolerable Weekly Intake, TWI) o el marge d'exposició (Margin Of Exposure, MOE).
L'ús del NOAEL per a l'avaluació de risc presenta diversos problemes. Per exemple, el NOAEL ha de correspondre a una de les dosis utilitzades en l'assaig biològic, i el seu valor depèn de la capacitat de l'estudi de detectar efectes advsesos. Per exemple, els estudis amb un nombre petit d'animals només poden detectar efectes relativament grans, originant així valors de NOAEL més elevats. Degut a aquestes limitacions, l'EFSA recomana utilitzar la dosi de referència (Benchmark Dose, BMD) com a alternativa al NOAEL.